# غاريث ديفيز (لاعب دوري الرغبي)
غاريث ديفيز (بالإنجليزية: Gareth Davies)‏ هو لاعب دوري الرغبي بريطاني، ولد في 7 أغسطس 1973 في كارديف في المملكة المتحدة.